# Заманова, Кюбра Агабала кызы
Кюбра Агабала кызы Заманова (азерб. Kübra Ağabala qızı Zamanova; 1 июля 1920, Битдили, Гянджинский уезд — ?) — советский азербайджанский хлопковод. Герой Социалистического Труда (1950).

## Биография
Родилась 1 июля 1920 года в селе Битдили Гянджинского уезда Азербайджанской ССР (ныне село Ениабад Шамкирского района).
С 1939 года колхозница, с 1945 года звеньевая колхоза имени Рустама Алиева Шамхорского района. В 1949 году получила урожай хлопка 72 центнера с гектара на площади 6 гектаров.
Указом Президиума Верховного Совета СССР от 12 июля 1950 года за получение высоких урожаев хлопка на поливных землях в 1949 году Замановой Кюбре Агабала кызы присвоено звание Героя Социалистического Труда с вручением ордена Ленина и золотой медали «Серп и Молот».
С 2002 года президентский пенсионер.